# Andy Carroll
Andrew Thomas "Andy" Carroll (født 6. januar 1989 i Gateshead) er en engelsk fodboldspiller, der spiller som angriber hos Bordeaux i Championnat National 2. Tidligere har han spillet for West Ham United, Newcastle United, West Bromwich Albion og Liverpool, samt på lejebasis i Preston North End F.C..
Liverpool betalte Newcastle 35 mio. GBP for Carroll, samme dag som klubben havde solgt Fernando Torres til Chelsea F.C.. Carroll udtalte i forbindelse med skifte at han, i kontrast til Newcastles udsagn, blev presset ud af klubben, da Newcastle gerne ville have pengene fra transferen. 

## Landshold
Carroll står noteret for ni kampe, og to mål for Englands landshold, som han debuterede for 17. november 2010 i en venskabskamp mod Frankrig.